# Juan Illingworth Hunt
John Illingworth Hunt, conocido como Juan Illingworth o Juan Illingrot (Stockport, Reino de Gran Bretaña, 10 de marzo de 1786 - Hacienda Chonana, a orillas del río Daule, Ecuador, 4 de agosto de 1853) fue un militar, agricultor y político inglés naturalizado ecuatoriano que tuvo una destacada participación en las guerras de emancipación hispanoamericana luchando primero al servicio de Chile, entre 1819 a 1821, y luego al de la Gran Colombia, entre 1822 a 1830, para finalmente prestar sus servicios a la naciente república del Ecuador que se volvería su patria adoptiva. 
Luego de haber prestado valiosos servicios en la marina de su país de origen durante las guerras napoleónicas, pasó a Chile para unirse a la causa independentista del continente hispanoamericano. Bajo la bandera chilena actuó como corsario al mando de la corbeta Rosa de los Andes con la que hostilizó las costas que van desde el Perú hasta Panamá, y también realizó una exitosa campaña sobre el litoral del Pacífico de Colombia al liberar sus poblados del dominio realista, lo que permitió acelerar el avance del ejército patriota sobre Quito y Pasto. Luego se unió a las filas del ejército de la Gran Colombia, combatiendo en tierra en las principales batallas que permitieron la independencia de los territorios que actualmente son parte de Ecuador. Se radicó luego en Guayaquil en donde hizo gran parte de su vida y formó familia, y también le tocó ser parte en la creación de la primera Escuela Náutica de la zona en 1822, de la cual saldrían varios marinos que prestarían buenos servicios a la Gran Colombia y luego al Ecuador. Establecida la República del Ecuador, y luego de varios vaivenes, entraría en el campo de la agricultura y la política hasta su deceso en 1853.    
La historiografía chilena lo considera como uno de los comandantes de buques corsarios más destacados que haya servido bajo la bandera de Chile, la historiografía colombiana como un marino que prestó útiles servicios a la independencia con sus acciones en el litoral del Pacífico de ese país, y la historiografía ecuatoriana como un héroe de su independencia y precursor de su Armada.

## Primeros años

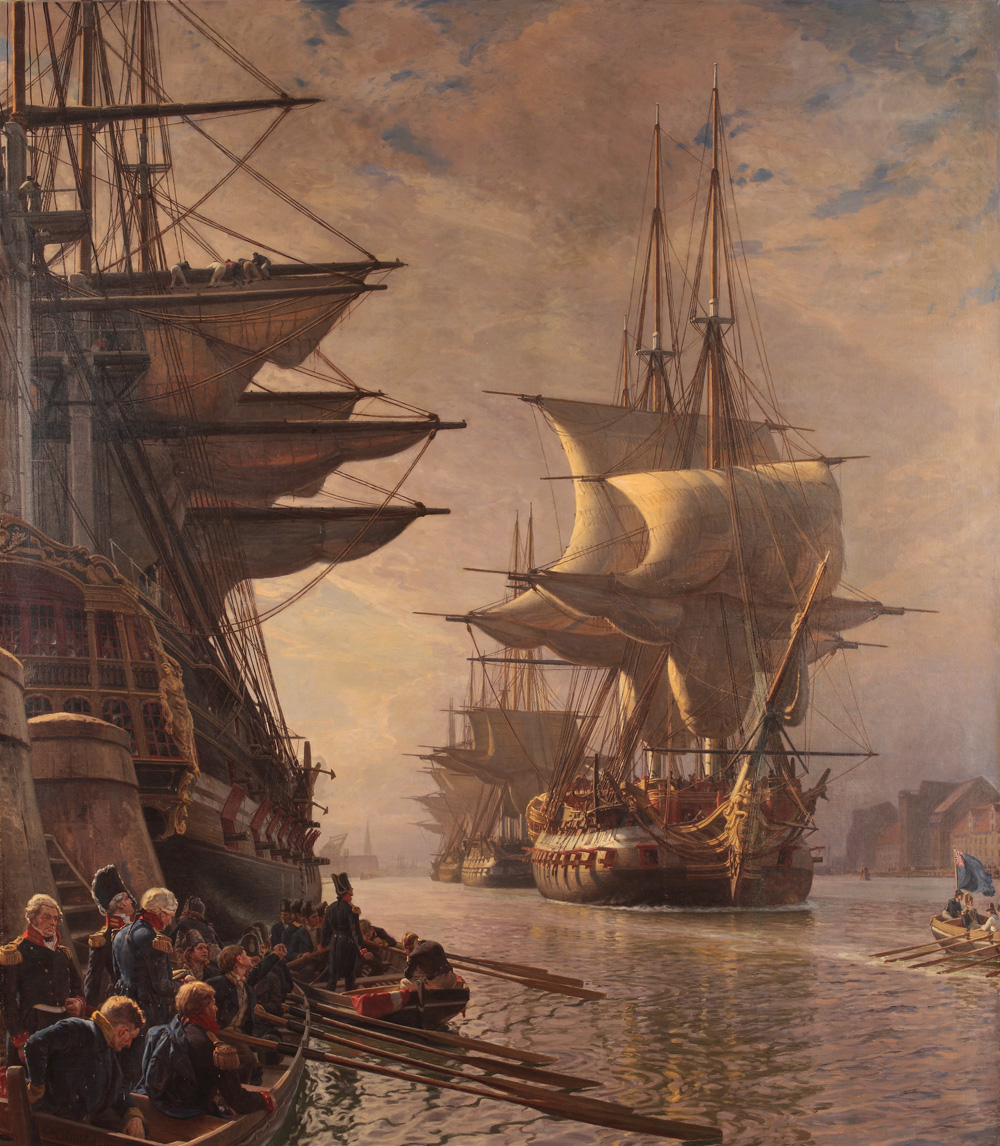
La flota británica durante el asedio a Copenhague en 1807.

Nació en Stockport, Reino Unido, el 10 de marzo de 1786. Sus padres fueron Abraham Illingworth y Mary Hunt.
Después de haber recibido una buena educación secundaria ingresó en 1801, con 15 años de edad, a la Royal Navy. En 1804 se embarcó por primera vez como guardiamarina en el navío HMS Venerable, de 74 cañones, que estaba mandado por el capitán John Hunter. Estuvo poco tiempo en este buque ya que el 24 de noviembre naufragó en un temporal en Torbay, salvándose él y el resto de la tripulación.
Luego sirvió por dos años en el navío HMS Saint George, de 98 cañones, bajo las órdenes del capitán Miguel de Courcy, y después pasó a formar parte de la tripulación de la fragata HMS Surveillante, de 38 cañones, que había sido capturada en 1803 a los franceses en Haití. En esta fragata estuvo bajo el mando del capitán Jorge Collier, oficial atrevido y emprendedor, con el que participó en el asedio naval a Copenhague en septiembre de 1807, integrando parte de la flota del almirante James Gambier. Esto dentro del desarrollo de la llamada guerra de las cañoneras que su país libró con el Reino de Dinamarca y Noruega, siendo incluido este conflicto en el marco de las guerras napoleónicas al igual que casi todas las confrontaciones por las que pasaba Europa en esos momentos.
En 1809 el buque en que servía tuvo que llevar a su bordo al general Arthur Wellesley, futuro Duque de Wellington, hacia Lisboa para hacer frente a las tropas francesas en la guerra peninsular. Entre 1809 y 1810, en la misma fragata y al mando de Collier, se distinguió en las variadas operaciones militares que este comandante realizó en el golfo de Vizcaya, en las costas francesas y españolas, capturando buques de guerra y mercantes así como también atacando baterías costeras. Uno de los hechos de armas más destacados que ejecutó durante este período fue cuando, en dos ocasiones, atacó a descubierto las baterías francesas en la bahía de Quiberon, clavó sus cañones y demolió sus trincheras a la vista del enemigo y bajo el tiro de sus reductos.
En 1811 fue ascendido a teniente primero y destinado a la fragata HMS Cornelia, de 32 cañones, que era mandada por el capitán Guillermo Fitzwilliam Owen. En esta fragata participó en la invasión a la isla de Java realizada entre agosto y septiembre, formando parte de la flota del almirante Robert Stopford. Conquistada esa isla regresó a las costas británicas en 1813 a bordo de la misma embarcación, luego de haber pasado por Filipinas y las costas de China.
Su estado de salud a su regreso había decaído un poco debido al clima de la parte oriental del mundo. Pese a ello se embarcó luego en el navío HMS Blenheim, de 74 cañones, mandado por el capitán sir Samuel Warren. Con él estuvo en el bloqueo a la isla de Texel y luego pasó al Mediterráneo, donde estuvo desde junio de 1813 hasta la paz de 1814 al abdicar Napoleón Bonaparte al trono francés.
Como la guerra había terminado obtuvo licencia del almirantazgo y viajó al sur de Francia, pasando luego a España para recuperarse de su alicaída salud en el clima más benigno de este lugar. Estuvo en estos países entre 1815 y 1817, y junto con recobrar su salud, adquirió con mediana perfección el conocimiento del idioma francés y español.       
Al regresar a Gran Bretaña el capitán Warren pidió que nuevamente se pusiera bajo su mando pero se excusó de entrar nuevamente al servicio activo por la paz general que había en Europa, que no prometía ocasiones para poder distinguirse y ser promovido.

## En las guerras de emancipación hispanoamericana

### Al servicio de Chile

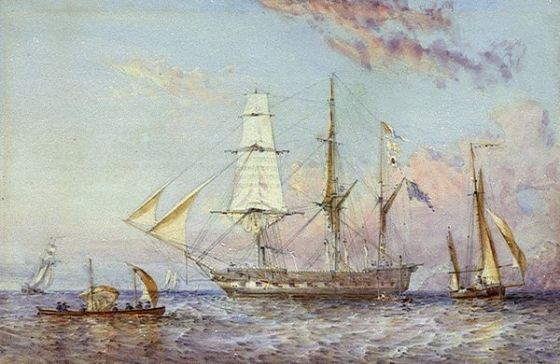
Típica corbeta británica de la época. La Rosa de los Andes era una embarcación de guerra que anteriormente había servido en la Royal Navy, y que luego permaneció inactiva en el río Támesis en espera de ser vendida a particulares, siendo su comprador un comerciante inglés llamado Guillermo Henderson que la ofreció más tarde a Chile.

En 1817 el agente de la naciente República de Chile en Londres, José Antonio Álvarez Condarco, consiguió que se hiciera cargo de la arriesgada empresa de conducir a través del Atlántico y el Cabo de Hornos hasta las costas chilenas a su connacional Thomas Cochrane y a otros marinos que habían sido contratados para servir en la naciente Armada de Chile. Para llevar a cabo este viaje Condarco había arrendado la corbeta Rose, que pertenecía a un comerciante inglés llamado Guillermo Henderson. Este sería el primer buque que tendría bajo su mando.
Para evitar que los agentes españoles en la zona se enteraran de la misión de esta corbeta se le habilitó falsamente para llevar a cabo un proyecto de colonización en el río Columbia, en la costa norte del Océano Pacífico. Para disimular mejor este proyecto se dirigió en los primeros meses de 1818 a Prusia en supuesta demanda de inmigrantes germanos, pero completando el engaño regresó furtivamente a Londres para embarcar a los oficiales contratados por Condarco y luego hizo vela hacia Boulogne-sur-Mer, donde se encontraban asilados Cochrane y su familia a los que también embarcó. Finalmente zarpó hacia Chile bajo bandera inglesa, recalando en Valparaíso el 28 de noviembre. Fue igualmente contratado por el gobierno chileno para servir en la Armada, pero debido a desacuerdos que tuvo con Cochrane no fue integrado en la escuadra naval.
En febrero de 1819 el Estado chileno compró a la Rose, pasando desde ese momento a llamarse Rosa de los Andes. Se decidió utilizar este buque en operaciones corsarias para hostilizar a los realistas en distintos puntos del Pacífico. Se le designó para comandar la embarcación, y le fueron otorgados los despachos de capitán de corbeta de la marina chilena.  
Zarpó con la Rosa de los Andes de Valparaíso el 25 de abril rumbo al norte. Su buque era una velera corbeta con arboladura de fragata de 400 toneladas y un andar de 12 millas. Fue dotada con una tripulación de 270 hombres, entre marinos y soldados de mar, y armada con 36 cañones de a 12 y 18 libras. También tenía 4 embarcaciones menores de diferentes dimensiones para el servicio. 
El 4 de mayo hizo su primera presa que fue la fragata mercante española Vascongada, llamada también Los Tres Hermanos. Al entrar a las costas peruanas debió eludir la persecución de los buques de guerra de la Real Armada que el virrey del Perú Joaquín de la Pezuela tenía a su disposición como las fragatas Esmeralda y Venganza, entre otros. El 24 de junio a la altura de la isla de Puná, en el golfo de Guayaquil, se enfrentó a la fragata armada Piedad, mandada por el capitán José Vázquez Lavandera, y dotada con una tripulación de 150 hombres y armada con 16 potentes cañones. Después de un combate que duró nueve horas, ambas embarcaciones se separaron sin haber un claro vencedor. Luego de esa acción se dirigió a las islas Galápagos, donde pasó todo el mes de julio refugiado en una ensenada del lugar para poder eludir la persecución de otros buques de guerra realistas, reparar el buque, curar a los heridos del combate, reunir provisiones y refrescar a la tripulación.
A comienzos de agosto zarpó de las Galápagos con el objeto de llevar a cabo un ataque a algún enclave realista en el continente que los sorprendiera, eligiendo la posición fortificada que estos tenían en la isla de Taboga, ubicada dentro del golfo de Panamá y a unos 20 km de la ciudad de nombre homónimo que defendía y que era punto casi obligado de atraque para los buques que llevaban mercaderías. 
En los alrededores de la zona apresó a mediados de septiembre al bergantín Cantón con un buen botín. En esa embarcación venía a bordo un joven Vicente Rocafuerte, futuro presidente de Ecuador, que llevaba con él una apreciable cantidad de oro que constituía su fortuna personal y que fue respetado por el corsario. Este gesto sería recordado por Rocafuerte años más tarde.
El 17 de septiembre atacó con éxito la fortificación en Tagoba que era defendida por 5 cañones de 14 libras operado por 25 artilleros, una compañía del veterano batallón Cataluña, 60 fusileros reclutados de la población que era bastante afecta a la causa realista, los tripulantes de un bergantín y 2 lanchas cañoneras con su respectiva tripulación. Tomada la isla se dirigió con su corbeta frente al puerto de Panamá para bloquearla y a la vez negociar con su gobernador, el mariscal de campo Alejandro de Hore, el canje de los prisioneros que hizo en Taboga por los prisioneros británicos de la derrotada expedición del general Gregor MacGregor a Portobelo de mediados de ese año. Hore se negó por lo que finalmente se retiró de esas costas para seguir su crucero, dejando encerrado en Taboga a sus habitantes. Su aparición en las costas panameñas del Pacífico provocó como efecto general que se detuviera bruscamente el comercio que había estado floreciendo durante la última década en ese lugar, lo que a su vez generó que se recrudeciera el clima social y político en el istmo.    
En su estadía en las costas panameñas se había enterado del gran triunfo militar que el general Simón Bolívar había obtenido durante su campaña libertadora en Colombia en la Batalla de Boyacá el 7 de agosto, y de su posterior entrada a Bogotá el 10 de agosto. Estos hechos modificaron su itinerario de navegación, en que se incluía incursionar en las costas californianas y los mares asiáticos, ya que desde ese momento decidió de llevar a cabo una campaña formal a lo largo del litoral colombiano del Pacífico para colaborar militarmente en los esfuerzos de Bolívar por lograr el control de toda Colombia. Buscó entablar comunicaciones con los patriotas en distintos puntos de la costa para obtener información de la situación realista, y de los avances que habían logrado estos en el interior luego de Boyacá.

Región del Pacífico de la actual Colombia.

El 1 de octubre recaló en la isla de Gorgona donde liberó a dos oficiales patriotas que habían sido confinados allí por los realistas de Popayán. Por ellos se enteró de que, desde el río Esmeraldas en el sur hasta la bahía de Buenaventura en el norte, los realistas tenían cuatro posiciones fortificadas en la costa que eran los poblados de Esmeraldas, Tumaco, Iscuandé y Guapi, aunque igual había otros poblados sostenidos por algunas partidas de tropa. Estos poblados eran mantenidos desde el interior por el general Sebastián de la Calzada, que residía en Popayán, y tenía como jefe subalterno en los valles y minas de la costa a Manuel Silvestre Valverde, que era tesorero real y hombre de gran influencia en la zona. Desde ese momento tendría que realizar operaciones militares en un territorio de geografía difícil que se caracterizaba por ser accidentado, con una variedad de arrecifes y corrientes, ríos caudalosos y profundos, y terreno selvático con clima tropical húmedo y lluvioso. 
El 29 de octubre atacaba sorpresivamente Guapi, que era el centro del sistema defensivo costero, y lo ocupaba luego de vencer a la guarnición compuesta por una compañía del Cataluña, pobladores armados y artilleros con algunas piezas de artillería. En los primeros días de noviembre tomaba el poblado de Iscuandé, y durante todo ese mes se hacía con otros poblados de la costa de Popayán y el valle del Cauca como Micay y Buenaventura. El 9 de diciembre atacaba el puerto de Tumaco, último baluarte realista en las costas de Popayán que se hallaba a la sazón reforzado con tropas provenientes del interior, con una guarnición total de 200 hombres y algunas piezas de artillería. La guarnición fue derrotada y el lugar fue ocupada por sus fuerzas. Con estas acciones quedaban libres del dominio realista toda la costa de Popayán y el valle del Cauca, y se procedía al nombramiento de nuevas autoridades que fueran afectas a la causa patriota. Todo esto bajo los auspicios del gobierno de Chile del que dependía. En el interior el general Calzada se había visto obligado a retroceder a Pasto por el avance del ejército patriota.  
Completada su campaña en esas costas hostilizó por un tiempo el comercio marítimo realista en la zona haciendo varias presas, y luego se dirigió hacia la provincia del Chocó, donde entabló relaciones con el coronel José María Cancina que gobernaba ese lugar. A Cancino lo apoyó en el mantenimiento del control de su provincia con el rechazó de las expediciones realistas que venían desde el Caribe. Por medio de Cancino entró en comunicaciones con el general Francisco de Paula Santander, que por designación de Bolívar ejercía la vicepresidencia de la Gran Colombia. Con esta ventajosa comunicación Santander logró obtener apoyo militar de Chile para realizar posteriores operaciones sobre Quito y Pasto que serían decisivas.  
En enero de 1820 realizó con un grupo de 100 de sus hombres una atrevida incursión desde la bahía de Cupica hasta el río Atrato, siendo esta travesía nunca antes ejecutada, para interceptar una expedición realista que venía del Caribe. Llegó hasta las costas caribeñas sin encontrar a nadie y se devolvió por la misma ruta al Pacífico. A su regreso se enteró de una ofensiva realista desde Pasto, ejecutada por el general Calzada en el interior, que también alcanzó las costas de Popayán y el valle del Cauca por el levantamiento de los indígenas y negros realizado por el gobernador Valverde. En la primera mitad de marzo ejecutó una agresiva ofensiva sobre esa región, volviendo a restablecer el dominio patriota y de paso hacer prisionero a Valverde.
Entre finales de marzo y comienzos de abril había vuelto a hostilizar el tráfico marítimo que va desde las costas ecuatorianas hasta las panameñas. Esto motivó a que una división naval española a cargo del brigadier de mar Antonio Vacaro saliera en su búsqueda. Esta división estaba formada por la fragata de guerra Prueba, de 40 a 52 cañones, y que tenía embarcada para esta misión una o dos compañías del famoso y veterano batallón Numancia al mando del oficial Blas Cerdeña. Se sumaba como compañera de esta fragata el bergantín armado Maipú, de 18 cañones.
El 12 de mayo la Prueba al mando de Vacaro se topó con la corbeta chilena frente a Cabo Manglares, iniciándose un combate totalmente desigual. Esto se debía a que su buque era menor y se encontraba con tripulación y cañones reducidos tras las anteriores operaciones militares que había realizado. El combate se prolongó por cerca de tres horas pero sin establecerse un vencedor. Al día siguiente ambos buques se volvían a enfrentar en la parte meridional de la isla de Gorgona pero nuevamente ninguno de los dos buques se pudo imponer en forma concluyente en el combate aunque la corbeta chilena se retiró para refugiarse en el río Iscuandé con serios daños. Con Illinworth gravemente herido, el Capitán Desereines, su segundo al mando, llevó la Rosa de los Andes adentándose en el Iscuandé para repararla y atender a sus heridos, mientras que Antonio Vacaro no pudo adentrar la fragata española en la boca del río debido a su escaso fondo y permanece vigilando allí mismo, hasta el 21 de mayo, fecha en la que pone rumbo al sur. Illinworth, recibió una herida grave en la mejilla izquierda del rostro, dejándole una marca o cicatriz profunda que sería cubierta o protegida con una placa de metal, lo que le valdría el apodo de "Cara de Plata". 
John Illinworth, afirma que pudo reparar su buque para salir a mar abierto para hostilizar el comercio. Ese mismo 30 de mayo de 1820 tuvo que incendiar su buque en el río Iscuandé, acosado por partidas realistas de Aymerich que se apoderaron de los restos de la corbeta  Illinworth tenía contemplado regresar a las costas chilenas para comienzo de julio, tras haber operado en este lugar por casi dos años, pero su buque se varó accidentalmente en la boca del río Iscuandé, siendo inútiles todos los esfuerzos que se hicieron en varios días para ponerla a flote, incendiada, los realistas se apoderan de los restos de la corbeta chilena embarrancada en el río Iscuandé. Pese a este nefasto hecho, había decidido con sus hombres seguir operando en la zona hasta comienzos de 1821, probablemente en una de las presas hechas anteriormente con la corbeta. Sin embargo se pasaría a tierra junto a una parte de sus hombres con el objeto de incorporarse al ejército de la Gran Colombia, mientras que otros regresarían a Chile.
En opinión del historiador colombiano José Manuel Restrepo, a sus acciones militares desplegadas con la corbeta chilena “se debió en gran parte la libertad de las costas del Pacífico de la Nueva Granada, que tan útil fue como base de las operaciones para arrojar a los españoles del vasto departamento de Quito”.

### Al servicio de la Gran Colombia

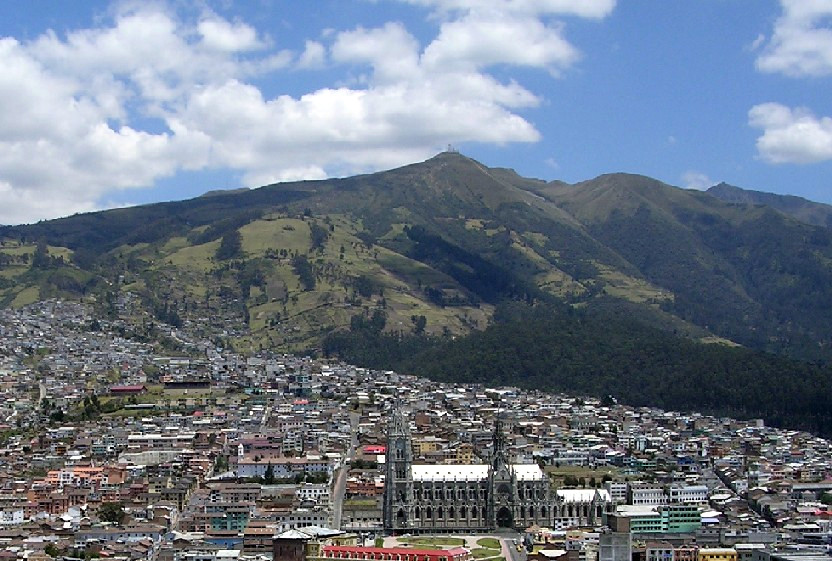
La ciudad de Quito y a su frente el volcán Pichincha.

Pasando a servir al gobierno de la Gran Colombia en 1821, se le confirió el grado de coronel en el ejército. Fue comisionado como agente diplomático de este país en la República de Guayaquil, que se había declarado libre del dominio realista en octubre del año anterior y combatía a los que aún se sostenían desde la ciudad de Quito.
En abril llegaron a Guayaquil refuerzos al mando del general Antonio José de Sucre, que abrió la campaña contra los realistas de Quito que eran liderados por el general Melchor Aymerich. Se unió a las fuerzas de Sucre y combatió en la exitosa batalla de Yaguachi el 19 de agosto.
Después de esa batalla Sucre le dio el mando de una pequeña columna de 300 soldados para ponerse a espaldas del ejército realista y amenazar la ciudad de Quito, mientras él avanzaba de frente para combatir el grueso de sus fuerzas. Para cumplir su misión tomó el camino de Zapotal, y sorprendió el cuartel realista de Angamarca y Latacunga, entrando en septiembre a la desguarnecida ciudad de Quito. Pero al enterarse de la derrota de Sucre en la batalla de Huachi, el 12 de ese mes, se ve obligado a salir de esa ciudad y retroceder con su pequeña columna hasta reunirse con su jefe para reorganizar el ejército con las fuerzas que tenía. Con esas fuerzas, más los refuerzos venidos desde el Perú bajo el mando del general Andrés de Santa Cruz, vencen a los realistas en la decisiva batalla de Pichincha el 24 de mayo de 1822. 
Una vez emancipado el territorio del actual Ecuador e incorporado a la Gran Colombia, es nombrado jefe civil y militar del departamento de Guayaquil, y poco después es hecho intendente de la misma zona. Por un decreto de Bolívar, dictado el 9 de octubre y por su iniciativa, se crea una Escuela Náutica en esa plaza que queda bajo su dirección al igual que otras disposiciones navales que se toman en ese lugar. De esta escuela se forjaron personalidades que más tarde sobresalieron en la vida republicana.
En 1823 se radicó en la zona, y castellanizó su apellido que desde ese momento se escribió como "Illingrot". En ese mismo año contrajo matrimonio con la dama guayaquileña Mercedes Décima Villa y Cosío, hija del comerciante español Vicente Décima Villa y de la dama Mercedes Cosío y Villamar. Con ella tendría a sus hijos; Juana, Carolina, Juan, Carmen, Gertrudis y Vicente. A fines de ese año había renunciado a todo cargo administrativo y se retiró por algún tiempo del servicio para dedicarse a su nueva familia y tierras, siendo esta última la hacienda de Chonana, a orillas del río Daule.

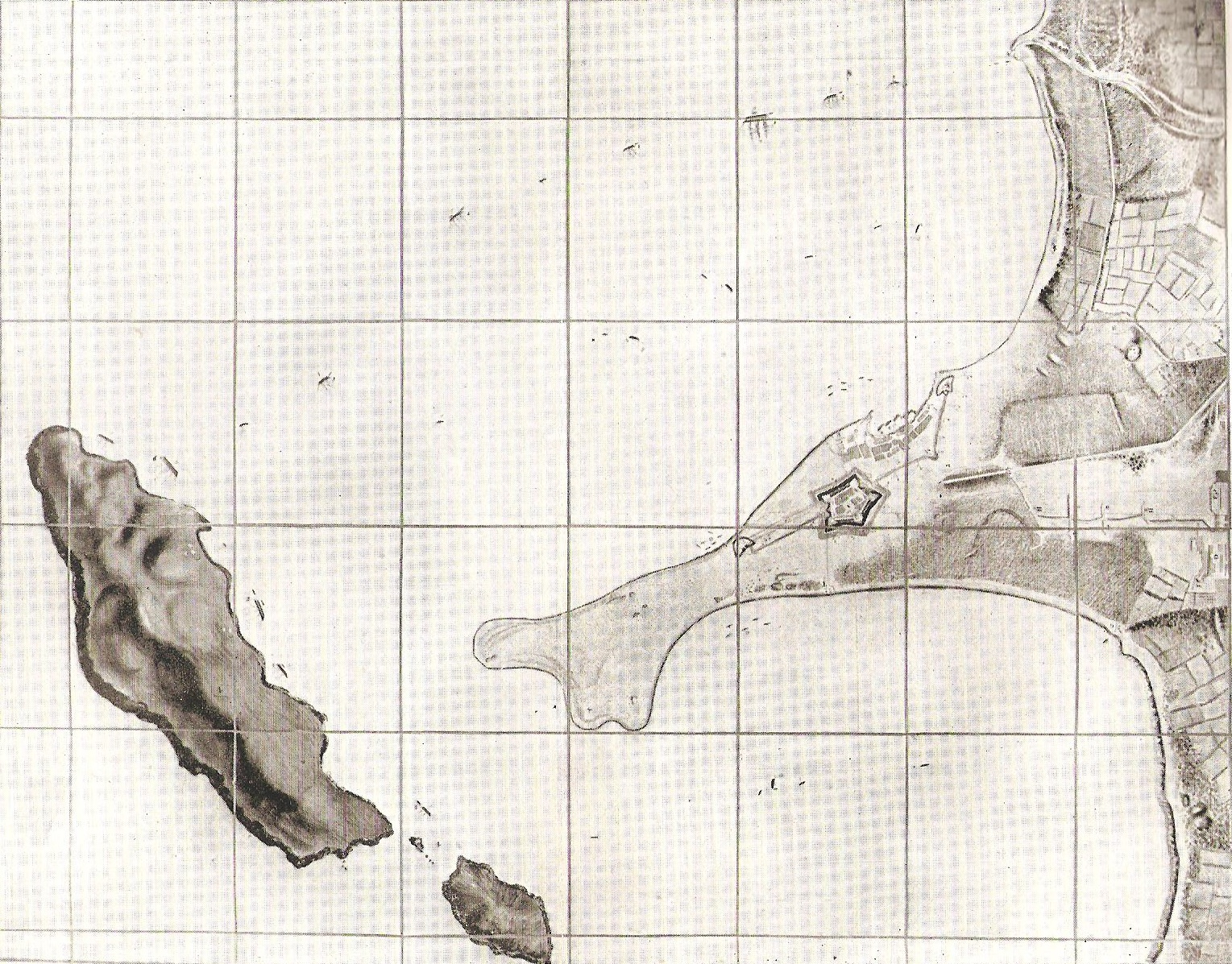
Plano de la plaza fuerte del Callao que representa la posición y trabajos del ejército sitiador y el de su escuadra bloqueadora, que logró hacer capitular a la guarnición realista que la defendía en enero de 1826.

En diciembre de 1824 es llamado al servicio naval por el nuevo intendente de Guayaquil, general venezolano Juan Paz del Castillo. Esto se debía a que el comandante de la escuadra naval combinada de la Gran Colombia y el Perú, contraalmirante inglés Martín Guise, había sido encarcelado por Castillo cuando este arribó con la flota a este puerto, al haber levantado el bloqueo del Callao. Un concejo presidido por Castillo le ordenó hacerse cargo de esta flota combinada, otorgándole para tal efecto los despachos de capitán de navío que era equivalente al grado de coronel que tenía en el ejército. Esta flota estaba compuesta por la corbeta Pichincha y el bergantín Chimborazo, de bandera gran colombiana, y la fragata Protector (ex Prueba), la corbeta Limeña y los bergantines Congreso y Macedonia, de bandera peruana.  
Con esta flota debía hacer frente a la escuadrilla española del comodoro Roque Guruceta, y volver a establecer el bloqueo naval del Callao. Pero para esos momentos la escuadrilla española se había retirado de las costas peruanas tras la decisiva victoria patriota en la batalla de Ayacucho en diciembre. Ahora solo quedaban los realistas que se mantenían en la plaza fuerte del Callao, al mando del brigadier español José Ramón Rodil y Campillo, y que eran ya hostilizados por un sitio terrestre que ejercía el general venezolano Bartolomé Salom. A mediados de 1825 se dirigió con la flota a bloquear el Callao, uniéndose en ese puerto a la escuadrilla chilena mandada por el vicealmirante chileno Manuel Blanco Encalada. Por orden de Bolívar, Blanco Encalada había asumido el mando efectivo de toda la flota, quedando como su segundo. Pero en octubre el marino chileno se retiró del Callao con los buques de su país para usarlos en la expedición a Chiloé, tomando desde ese momento el mando del resto de la flota bloqueadora hasta la capitulación de la plaza el 23 de enero de 1826. Por el servicio prestado en esa ocasión el gobierno de la Gran Colombia lo elevó al rango de general de brigada, y el gobierno del Perú le otorgó el rango de contraalmirante de su marina y la ciudadanía honoraria.
En ese tiempo el gobierno de la Gran Colombia, con el apoyo del gobierno de México, tenía planeado expedicionar sobre Cuba, aun bajo dominio español. Para tal proyecto fue nombrado comandante jefe de las fuerzas navales que debían reunirse en el puerto de Cartagena de Indias. La expedición finalmente nunca se ejecutó, por lo que regresó a Guayaquil.

## Guerra con el Perú

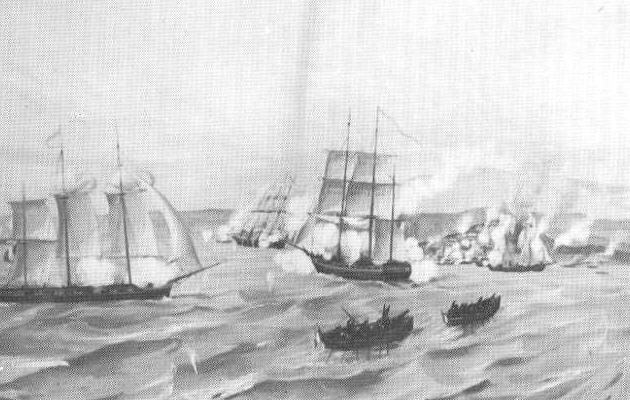
Bloqueo naval de Guayaquil por parte de la escuadra del Perú.

De regreso a Guayaquil fue nombrado en 1827 nuevamente como intendente general del departamento y jefe de la comandancia marítima, y auspiciado por la Sociedades económicas de amigos del país, ejerció el cargo de director del hospital de la marina que tuvo corta duración. 
El 3 de junio de 1828 la Gran Colombia liderada por el general Bolívar le declaró la guerra al Perú debido a problemas fronterizos, deudas y por la intervención de este país en Bolivia. El Perú que estaba bajo el gobierno del general José de La Mar; ordenó la movilización de las fuerzas terrestres y navales a la frontera norte.
Durante la guerra le correspondió la difícil tarea de dirigir la defensa del puerto frente al ataque de la flota peruana que era mandada por el vicealmirante Guise. Los peruanos atacaron este puerto a mediados de noviembre, teniendo que distribuir eficazmente los pocos medios defensivos que tenía el lugar porque gran parte de ellos habían sido destinados al ejército del general Sucre, que se encontraba cerca de Cuenca para oponerse al ejército peruano que avanzaba sobre el territorio. Durante el ataque, en la que pudo inicialmente rechazar el ataque peruano pero sufriendo algunas bajas, el buque insignia peruano que era la fragata Presidente (ex Protector) encalló en un bajo de la zona. Aprovechando esta situación hizo montar un cañón y ordenó abrir fuego sobre el insignia peruano que no podía contestar por el estado en que quedó al encallar, y los demás buques peruanos no pudieron acudir en su auxilio por ser contraria la corriente. Cuando la fragata había flotado y navegaba otra vez, una de las últimas balas de los gran colombianos dio en el pecho de Guise hiriéndolo mortalmente. Su remplazó en el mando de la escuadra peruana fue el capitán José Boterín, que situó sus naves en la boca de los ríos Daule y Babahoyo, bloqueando a Guayaquil por varios meses e impidiendo todo tipo de abastecimiento.
La situación de la plaza fue empeorando día tras día por el riguroso bloqueo peruano, que sumado a las amenazas de bombardeo que difícilmente podrían ser repelidos, lo obligaron luego de una autorización por un acta popular, a firmar una capitulación condicionada y honrosa de la ciudad el 19 de enero de 1829. Con la ocupación de la ciudad debió retirarse al interior.
Mientras tanto en el frente terrestre tenía lugar el 7 de febrero un breve enfrentamiento cerca de la población de Saraguro, donde la vanguardia grancolombiana derrotó a un destacamento peruano, y el 27 de febrero se daba la decisiva batalla de Tarqui. Su resultado obligó al presidente y general peruano La Mar a retroceder y también a aceptar las condiciones de Sucre, establecidas el 28 de febrero en el convenio de Girón. Posteriormente se llevaría a cabo la campaña del Buijo terminando en un cese de hostilidades firmado en aquella ciudad el 27 de junio. La paz definitiva fue establecida el 22 de septiembre en el Tratado de Guayaquil.
Devuelto el orden de cosas en Guayaquil regresó al lugar siendo sometido voluntariamente a un consejo de guerra por su actuación en la defensa del puerto, siendo defendido por el jurisconsulto Francisco Aguirre Abad. Fue absuelto finalmente de toda culpa al comprobarse las difíciles circunstancias en las que debió hacer frente al enemigo del país.

## Creación de Ecuador y exilio al Perú
En 1830 la Gran Colombia empieza a tambalearse por movimientos separatistas en distintos puntos. En los departamentos del sur, el general Juan José Flores declaró el 13 de mayo su separación del anterior Estado y la creación de la república del Ecuador, convirtiéndose Flores en su primer presidente. Queriendo preservar la unidad de la Gran Colombia formó parte de la revolución bolivariana de Guayaquil en contra de Flores, encabezada por el general Rafael Urdaneta el 28 de noviembre. Pero con la muerte del Libertador, ocurrida en diciembre, la revolución fracasó y fue desterrado al Perú junto con su familia. Esto le costó la ruina de sus propiedades, entre ellas, la hacienda de la Chonana que fue incautada por el gobierno de Flores.
En 1836 se crea, luego de varias contiendas armadas, la Confederación Perú-Boliviana que es encabezada por el mariscal Andrés de Santa Cruz. A causa de la guerra que en ese año estalló entre la Confederación y Chile, Santa Cruz le ofreció el mando de su escuadra naval con honores y sueldos pero se rehusó a ese cargo ya que no deseaba agraviar al país que había servido entre los años 1819 y 1821, pese a su delicada situación económica.

## Regreso a Ecuador
En ese mismo año el gobierno encabezado por Rocafuerte le concedió un salvoconducto que le permitió regresar al país, a raíz de lo cual gestionó y obtuvo la devolución de su hacienda. Desde ese momento dedicó su tiempo al cultivo de algodón en la zona de Santa Lucía en sociedad con Manuel Antonio de Luzarraga, que le proporcionó el dinero para adquirir las maquinarias desmotadoras en Europa y poder exportar. Por esos años se mantuvo alejado de toda actividad política o militar en el país.
Con el estallido de la revolución del 6 de marzo de 1845 para derrocar a Flores en su segunda presidencia, aceptó la comandancia general del distrito del Guayas, y por renuncia del general Antonio Elizalde, ocupó la jefatura superior del ejército, dirigiendo los postreros combates en la Elvira hasta el triunfo de la revolución. También figuró como enviado del triunvirato de Guayaquil en la discusión del convenio de "La Virginia" que ponía fin al gobierno de Flores, siendo uno de los que influyó en la realización de ese convenio. Por esta fecha ayudó al establecimiento de una factoría mecánica y de fundición ubicada al sur de la ciudad de Guayaquil. La fábrica costó $5.088 pesos, y funcionó quince años. También sugirió a la Asamblea la instalación de una fábrica de ladrillos. 
En 1846 fue elegido diputado por Guayaquil y reclamó al Congreso el pago de los daños sufridos en 1830 cuando las tropas del gobierno ocuparon su hacienda. En 1847 el presidente Vicente Ramón Roca instaló por su iniciativa la Sociedad de Agricultores a fin de reanimar la industria agrícola, y lo nombró primer director. En esta misma fecha el presidente Roca había formado una incipiente escuadra naval para combatir al expresidente Flores que se aprestaba a invadir desde Europa, nombrándolo jefe de esta fuerza pero no tuvo la oportunidad de combatir porque la expedición enemiga fue disuelta en Gran Bretaña con la intervención diplomática de los países americanos.   
En 1850 ocurrió la revolución de Urbina en Guayaquil y la entrada a la jefatura suprema de Diego Noboa. Los contrarios, partidarios del general Elizalde, se levantaron en armas y para evitar inútiles derramamientos de sangre celebraron varias reuniones en la hacienda "La Florida" a las que concurrió como delegado de Elizalde en 1851. Poco después se suscribió el convenio que puso fin a dicha crisis.
Fue nuevamente diputado por Guayaquil en 1852, aunque su salud estaba resentida y sufría por falta de vista. No aceptó posteriormente nombramientos del gobierno de Noboa.

## Deceso y la suerte de sus restos

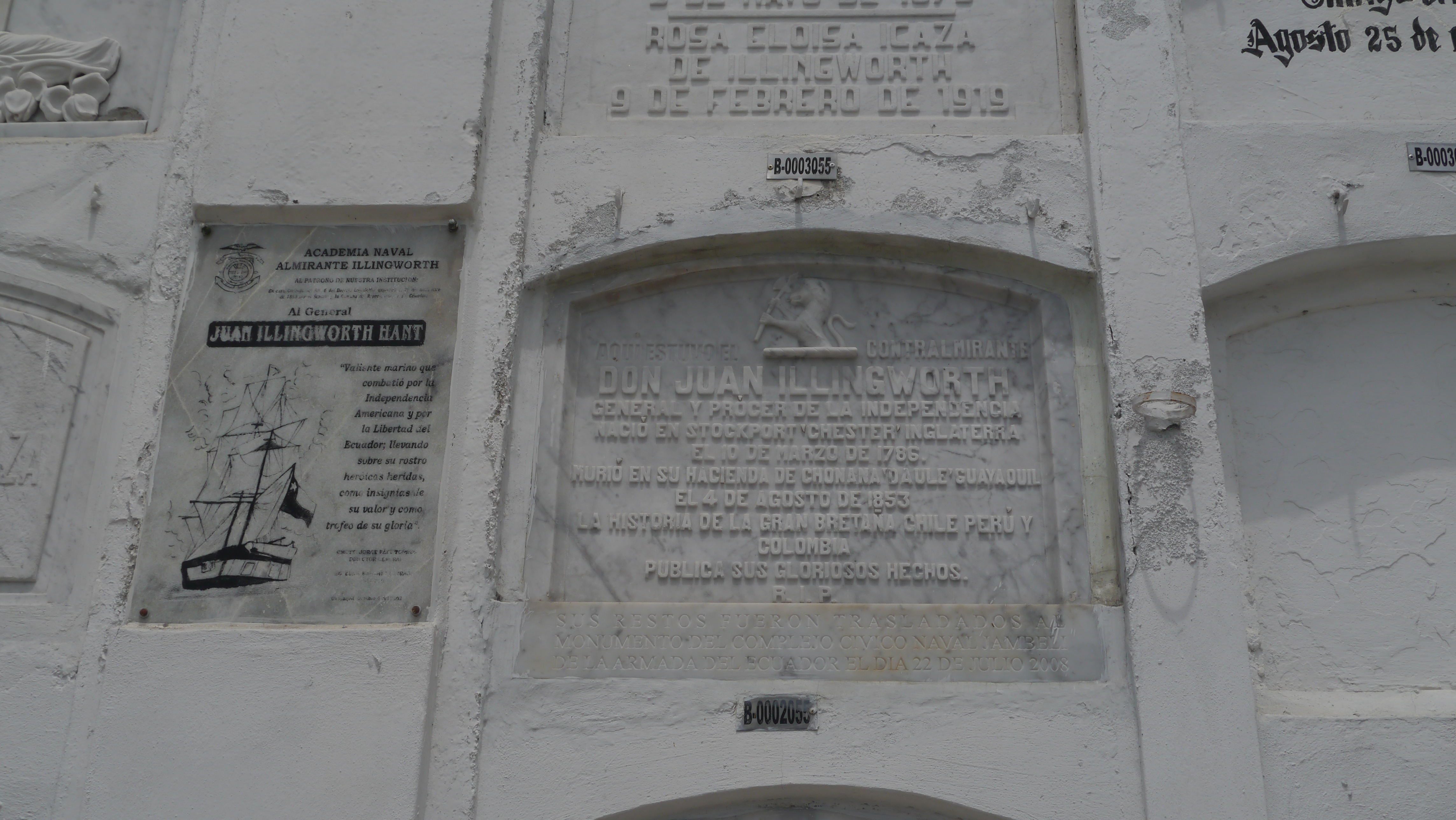
Lápida de Illingworth en el Cementerio General de Guayaquil.

Retirado ya en 1853 a la vida privada falleció en su hacienda de Chonana el 4 de agosto, a la edad de 67 años, siendo enterrado en la iglesia de Daule. Ante su fallecimiento el Congreso Nacional del Ecuador expidió un Decreto el 26 de noviembre para rendirle todos los honores correspondientes y ponerlo en una tumba en Guayaquil sobre una columna en la que se grabarían sus trofeos militares y al pie de ellos un buque en memoria de las proezas que hizo a bordo de la corbeta Rosa de los Andes durante la guerra de independencia hispanoamericana. Tales disposiciones nunca se cumplieron.  
Poco después el obispo de Guayaquil José Tomás de Aguirre, con quien había tenido altercados en vida por cuestiones políticas, ordenó que sus restos fueran sacados de la iglesia y se quemaran en la plaza pública de Daule, por su condición de anglicano disidente. Su mujer rescató los huesos y los embarcó en una canoa hacia Guayaquil. Al mismo tiempo inició un proceso contra el obispo Aguirre, ante el delegado apostólico en Lima, para probar que su marido era católico, lo que fue justamente efectivo al momento previo a contraer matrimonio canónico. El Congreso de la República ordenó que en desagravio y a costa del Estado se le levantara un mausoleo, lo que no se cumplió por falta de fondos del gobierno de turno. Sus restos descansaron en una bóveda en el Cementerio General de Guayaquil, hasta que el 2008 el gobierno pidió sus restos, y en una ceremonia militar, los llevó a enterrar debajo de un monumento que se le hizo en el parque de la Armada en Guayaquil.